# Laguna del Carpintero
La Laguna del Carpintero se encuentra ubicada en el corazón de la ciudad de Tampico, Tamaulipas en México la cual está rodeada de un manglar. La laguna tienen conexión mediante el Canal de la Cortadura con el río Pánuco y posee una profundidad máxima de dieciséis metros.
Se trata de un espacio de aproximadamente 150 hectáreas, en las que se incluyen el medio acuático estuarino y terrestre, situado en pleno corazón de la ciudad y a pesar de estar sometida a una constante presión urbana, posee una gran variedad de fauna y flora. 
Es en esta laguna donde, en 1964, la bióloga mexicana María Concepción Rodríguez de la Cruz descubre una nueva especie de langostinos Palaemonetes (Palaemonetes) granulosus.

## Flora y fauna

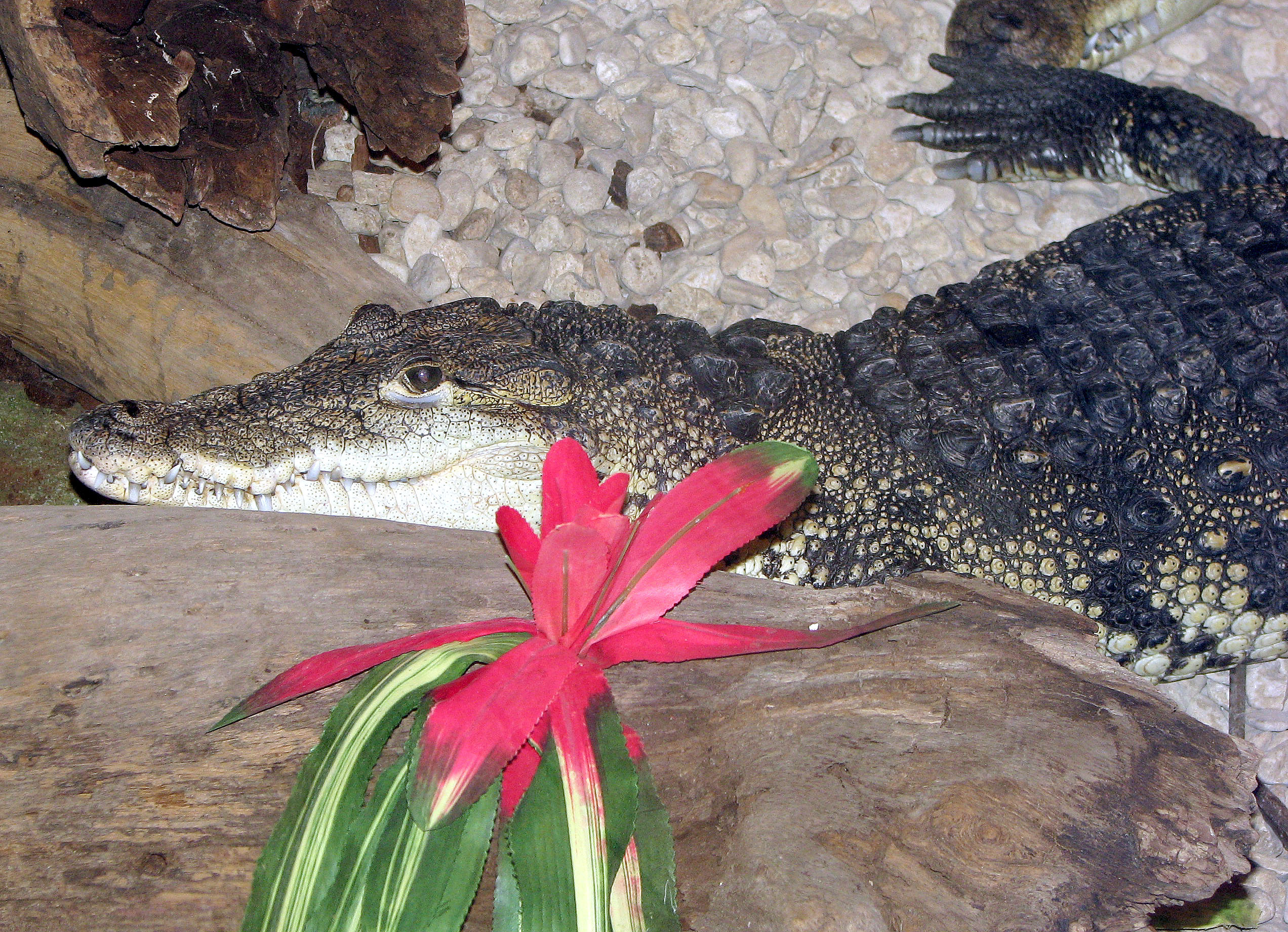
Cocodrilo Mexicano

El manglar de la Laguna del Carpintero cuenta con especies de mangle como el mangle negro (Avicennia germinans) y el mangle blanco (Laguncularia racemosa).
El Cocodrilo Mexicano (Crocodylus moreletii) es un habitante de la laguna al igual que en otros humedales de la zona, se han estimado que pueden existir más de cien cocodrilos dentro de la laguna. Entre otras especies que habitan actualmente la laguna podemos encontrar iguanas verdes (iguana iguana), tlacuaches (Marmosa mexicana) y en alguna ocasión existieron nutrias (Lontra longicaudis).
La Laguna del Carpintero también es un destino migratorio para especies de aves como garzasflamencos (Phoenicopterus ruber) y patos. Sin embargo, tras el incremento de la contaminación ambiental en la zona y a la deforestación por parte de las autoridades municipales, estas aves han reducido su aparición en la zona.

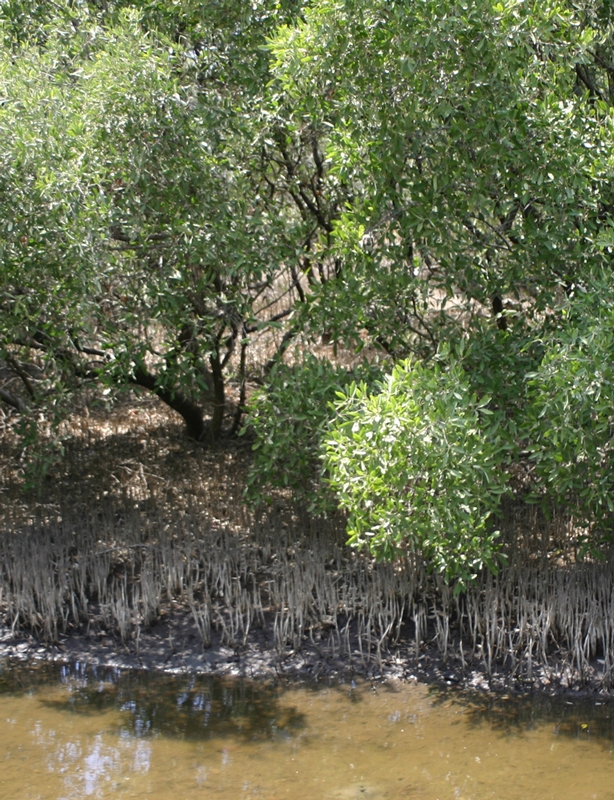
Mangle Negro

Antiguamente la laguna y el manglar eran tres veces más grandes, pero fue rellenada con basura por los vecinos del lugar hasta llegar a sus dimensiones actuales. En época de lluvias el nivel del agua llega hasta las viviendas ubicadas en la cercanía.  Debido a la acción del relleno y a que se tiraba basura en la laguna durante muchos años el vaso lacustre tuvo un olor muy desagradable desde comienzos de los años 70s, sin embargo a principios de la década de los 90s la laguna fue restaurada y limpiada por un Patronato Civil denominado "Patronato Pro-Desarrollo de la Laguna del Carpintero", el cual tras intensas labores de saneamiento de las aguas y estrategias por proyectarla como destino turístico nacional (entre las cuales se destacan la Motonáutica) fue relegado de esa función por el gobierno municipal a finales de los años 90, quienes ya no dieron continuidad a la conservación de la misma.

## Leyenda

Cocodrilo Mexicano de la Laguna del Carpintero

Existen varias versiones acerca del origen del nombre de La Laguna Del Carpintero, la cual es llamada así desde hace doscientos años. Una de las versiones más conocidas cuenta que en la orilla de la laguna habitaba un muchacho de oficio carpintero, quien tenía una novia que vivía en la orilla opuesta y todas las tardes la visitaba atravesando la laguna en una modesta embarcación que era de su propiedad. Cierto día que el muchacho realizaba reparaciones en su bote, vio que la casa de su amada se quemaba, como no podía hacer uso de su embarcación intentó cruzar nadando la laguna, pero en la época en la que él vivió la laguna era tres veces más extensa de lo que es en la actualidad y se ahogó antes de llegar a la otra orilla. Otra versión dice que el joven carpintero que vivía en la orilla de la laguna se suicidó al ser rechazado por una joven. Pero la teoría más simplista cuenta que recibió ese nombre porque entre la fauna recurrente del lugar habitaban muchos pájaros carpinteros.

## El Cazador de Cocodrilos en Tampico
En noviembre del 2002 Steve Irwin, el fallecido conductor de Animal Planet y activista protector de reptiles  viajó a la Laguna del Carpintero, elogió los senderos alrededor de la misma y quedó fascinado con los hábitos de los cocodrilos. Citó textualmente: "Esta laguna es un modelo para el resto del mundo de cómo los seres humanos podemos convivir en estrecha armonía con grandes animales salvajes".